# Дезоксирибонуклеаза I
Дезоксирибонуклеаза I (ДНКаза I) — эндонуклеаза, закодированная геном DNASE1 в геноме человека. Синтезируется в основном в тканях пищеварительного тракта. Высокий уровень в моче, также присутствует в семенной жидкости и слюне.
ДНКаза I — нуклеаза, расщепляющая фосфодиэфирные связи в ДНК вблизи пиримидиновых нуклеотидов, образуя при этом полинуклеотиды с концевым-5'-фосфатом и свободной гидроксильной группой на 3'-конце. Обычно расщепление идет до тетрануклеотидов. Субстратами ДНКазы I являются: одноцепочечная ДНК, двуцепочечная ДНК, хроматин. ДНКаза I является эндонуклеазой, расщепляющей чужеродные и ненужные молекулы ДНК, также показана роль этого фермента во фрагментации ДНК при апоптозе.
Известно, что ДНКаза I связывает мономеры белка цитоскелета актина с высоким сродством (константа диссоциации ~ нМ) и полимеры актина с более низким сродством.